# Norderbrarup
Norderbrarup est une commune allemande de l'arrondissement de Schleswig-Flensbourg, Land de Schleswig-Holstein.

## Géographie
|        | Saustrup     |            |
| Böel   | Norderbrarup | Wagersrott |
| Brebel | Süderbrarup  |            |

## Histoire
Norderbrarup est mentionné pour la première fois entre 1445 et 1450 sous le nom de Nordbradorp.

## Personnalités liées à la commune
- Waldemar Petersen (1850-1940), pasteur
- Jobst von Berg (né en 1962), peintre

## Source, notes et références
- (de) Cet article est partiellement ou en totalité issu de l’article de Wikipédia en allemand intitulé « Norderbrarup » (voir la liste des auteurs).